# アリオ倉敷
アリオ倉敷（アリオくらしき）は、岡山県倉敷市に立地するセブン&アイ・ホールディングス傘下のセブン&アイ・クリエイトリンクが運営する複合商業施設である。

## 概要
旧倉敷紡績（クラボウ）倉敷工場跡地に開設されたテーマパーク「倉敷チボリ公園」が経営難により2008年（平成20年）12月31日をもって閉園し、2010年（平成22年）2月に跡地が倉敷チボリ公園の運営主体の一つであった岡山県から所有者のクラボウに返還されたのを受けて、クラボウがイトーヨーカ堂を事業主体に選び、跡地の一角を再開発したものである。イトーヨーカ堂のショッピングセンター業態「アリオ」としては12店舗目であり、中国地方では初の店舗となる。また、これまでのアリオはセブン&アイ・クリエイトリンクがイトーヨーカ堂から運営受託されているのに対し、当SCでは初めて自社による施設運営となっている。2011年（平成23年）11月25日午前9時にオープンした。
同じ倉敷チボリ公園跡地に設置された三井アウトレットパーク 倉敷・倉敷みらい公園（倉敷市管理の都市公園）と一体的に整備されている。アリオ業態で、他社の複合商業施設と一体的に整備されるのは本件が初めてである（セブン&アイ・ホールディングスと三井不動産商業マネジメントの親会社・三井不動産は「連携を強化していくため」に株式を持ち合っており、2019年にはプライムツリー赤池とららぽーと名古屋みなとアクルスで共同キャンペーンを行うなど、協業関係にある）。

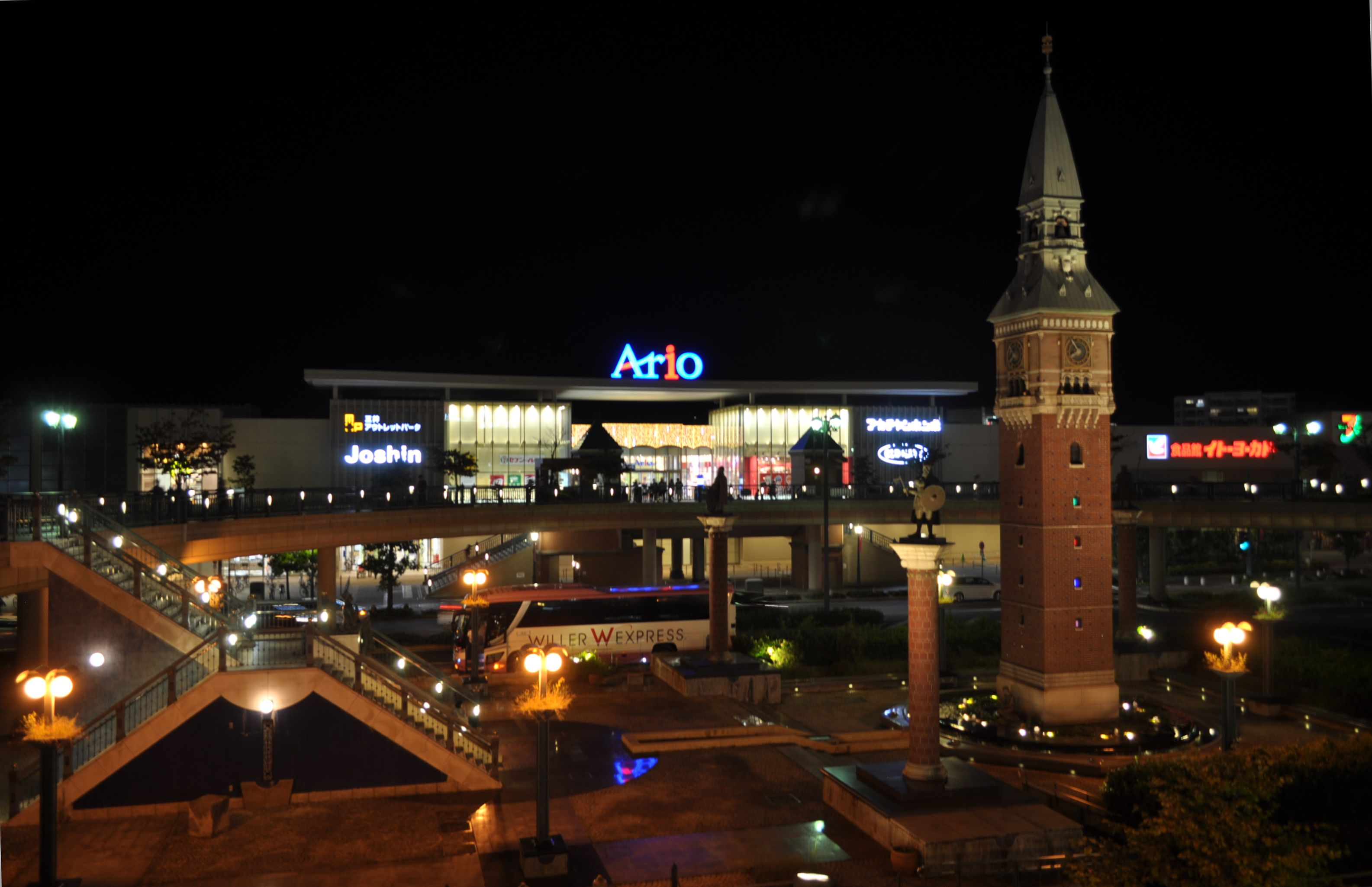
夜景（2015年9月10日撮影）
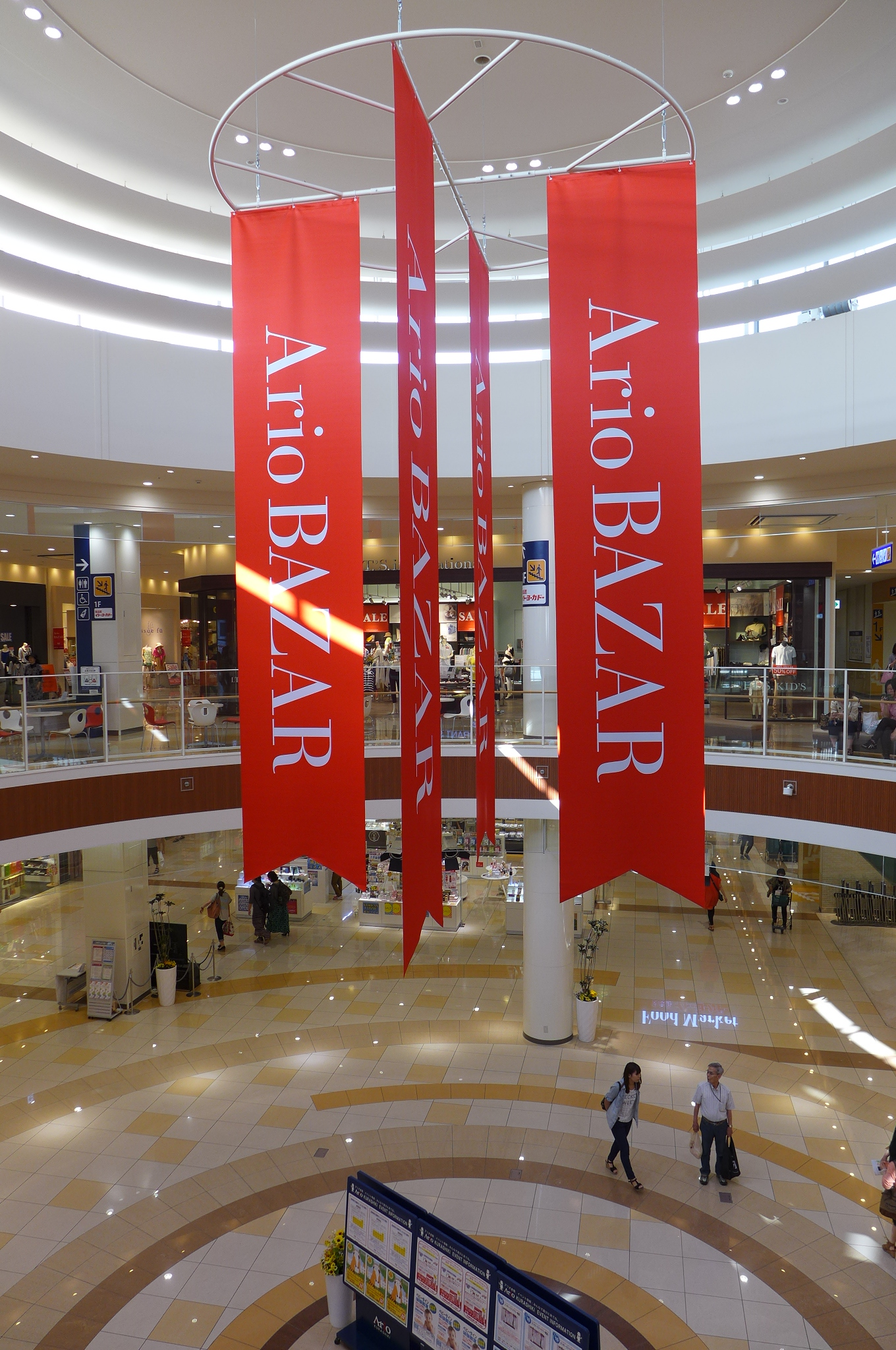
内観

## テナント
核テナントは開店以来「イトーヨーカドー食品館倉敷店」だったが、イトーヨーカ堂の不採算店舗整理の一環として2016年8月31日をもって閉店。後継はイトーヨーカ堂が業務・資本提携している天満屋ストアが「天満屋ハピーズ アリオ倉敷店」として開業した。これにより、アリオでは初めてイトーヨーカドー以外を核店舗とするSCとなった。
そのほかのテナントとしては、地場百貨店の天満屋がショップを出店するほか、上新電機が中国地方に初出店していた。

## アクセス
- 山陽本線・伯備線 倉敷駅北口から徒歩0分
  - 倉敷駅で下車した履歴があるICOCA・Suicaをアリオ倉敷内の専用端末にかざすと、抽選でクーポン券を発行する「アリオ倉敷電車deクーPON」を実施している[8][9]。
- 水島臨海鉄道水島本線 倉敷市駅から倉敷駅北口を経由
- 山陽自動車道倉敷インターチェンジから約3km、瀬戸中央自動車道・山陽自動車道早島支線 早島インターチェンジから約4km。